# Mladotický potok (přítok Novosedelského potoka)
Mladotický potok je menší vodní tok v Šumavském podhůří, pravostranný přítok Novosedelského potoka v okrese Strakonice v Jihočeském kraji. Je dlouhý 2 km.

## Průběh toku
Potok pramení nedaleko areálu zemědělského družstva Kraselov severovýchodně od Mladotic, části Kraselova, v nadmořské výšce 613 metrů a teče západním směrem. Potok teče kolem osada Skalice náležející ke Zvotokům. Jižně od Tažovic, části Volenic, se Mladotický potok zprava vlévá do Novosedelského potoka v nadmořské výšce 468 metrů.